# 久田佐助

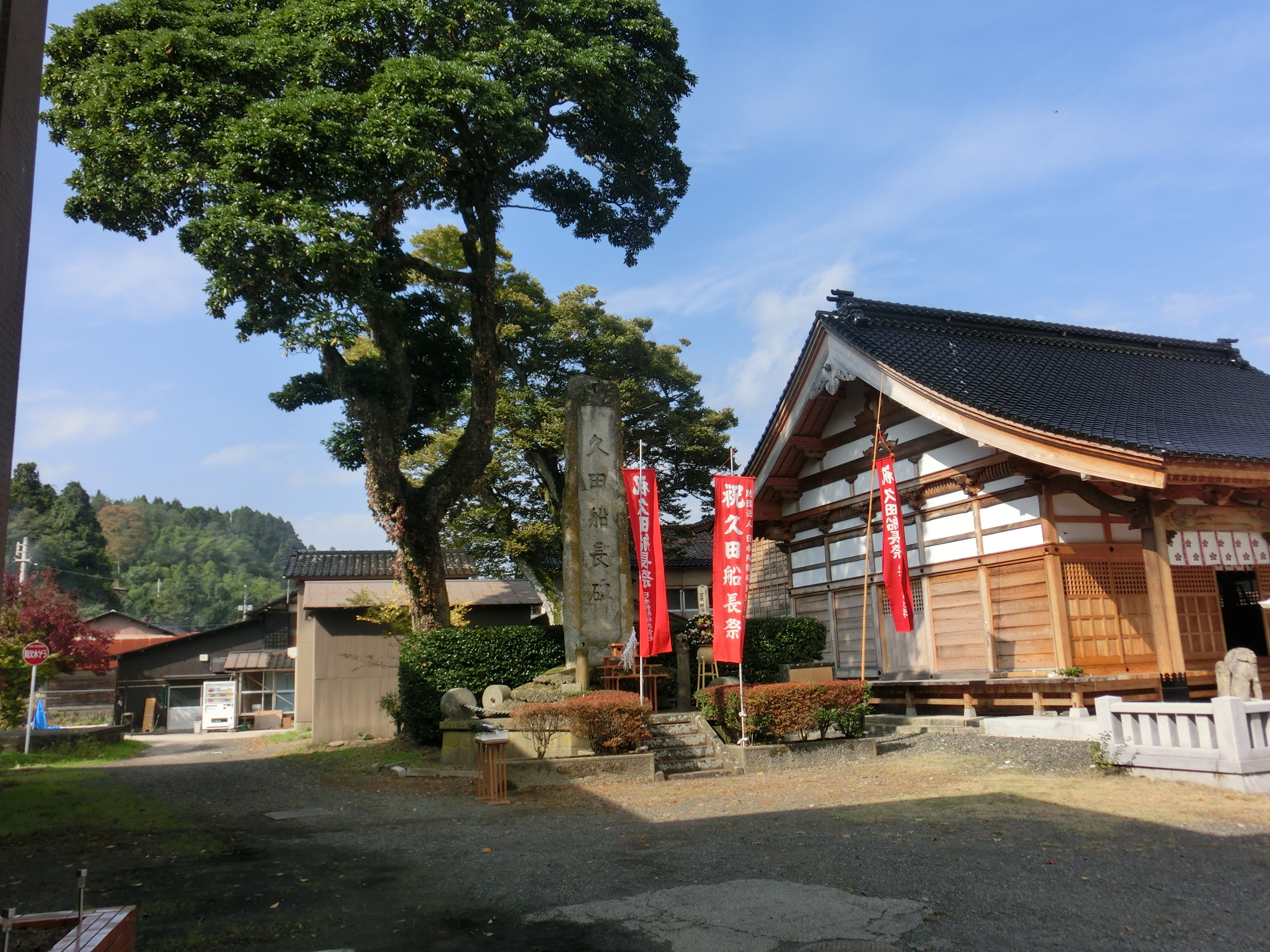
久田船長碑（石川県能登町菅原神社）

久田 佐助（ひさだ さすけ、1864年12月28日（元治元年11月30日） - 1903年（明治36年）10月29日）は、明治時代の船長。

## 経歴
1864年、鳳至郡鵜川村（現石川県能登町字鵜川）に生まれる。1893年、東京商船学校（現東京海洋大学）を卒業し、日本郵船に入社。1903年、青森函館間の連絡船「東海丸」の船長に任命される。
同年10月29日、「東海丸」は青森を出航後、悪天候に見舞われ、津軽海峡でロシアの貨物船「プログレス号」に衝突される。久田は乗客乗員全員を救命ボートに乗せたのち、非常汽笛を鳴らし続けるため、ただ一人「東海丸」にとどまる。船はやがて沈没し、久田は船と運命を共にしたが、汽笛を聞きつけた「プログレス号」が戻り、乗客乗員５７人の救助に成功する。残りの４７人は嵐の中でボートが転覆して亡くなったが、久田が「東海丸」に残らなければ、犠牲者はさらに増えたと考えられる。享年38。
その行為は船員の鑑と讃えられ、第二次世界大戦前の教科書『小学国語読本』でも紹介された。出身地では現在に至るまで毎年追悼式典が行なわれている。